# Капиталистический способ производства (марксизм)
Капиталистический способ производства — система организации производства и распределения, при которой главным критерием принимаемых решений является стремление к росту капитала. Когда такой способ производства становится господствующим в обществе, его называют капиталистическим.
Капиталистический способ производства основан на наёмном труде, частной собственности на средства производства и промышленных (машинных) технологиях. Данный способ изначально развивался в европейских странах, но позже распространился по всему миру.

## Основные характеристики
При капиталистическом способе производства:
- Как ресурсы, так и продукция производства в основном являются частной собственностью, а цены на товары и услуги рождаются на рынке.
- Производство осуществляется ради обмена с целью получения прибыли.
- Владельцы средств производства (капиталисты) составляют господствующий класс (буржуазия), получающий свой доход в форме прибыли, ренты, процентов. Согласно марксистской теории, все эти формы доходя являются формами распределения и перераспределения прибавочной стоимости.
- Определяющей чертой капитализма является зависимость значительной части населения от заработной платы — формы оплаты наёмного труда. Согласно марксистской теории, заработная плата является формой оплаты специфичного товара «рабочая сила», который рабочий внужден продавать, чтобы обеспечить своё существование.

Капиталистический способ производства может существовать в обществах с разными политическими системами (например, либерализм, социал-демократия, фашизм и монархия). Хотя стремление к увеличению капитала существовало даже на ранних этапах истории в форме торговой деятельности, банковского дела, аренды земли и мелких мануфактур, но обычно экономический результат такой деятельности был мал относительно господствующей формы производства.
Капиталистическое общество часто ассоциируют со схемой Маркса «деньги-товар-деньги'» (Д-Т-Д'). Капиталист сосредоточен на процессе «зарабатывания денег» и выгодном обмене ценностями. Д' > Д — это условие рациональности в капиталистической системе и необходимое условие для следующего цикла деятельности.
Сами рынки зависят от потребностей как отдельных потребителей, так и общества в форме государства. Современная господствующая экономическая теория утверждает, что «невидимая рука» на свободном рынке способна привести общественное производство в соответствие (состояние равновесия) с желаниями потребителей.
Маркс называет «специфически капиталистическим способом производства» условия, когда вся социальная организация были полностью подчинены ориентированной на прибыль деятельности. «Старые способы производства» (например, ремесла и кустарная промышленность) были полностью изменены или вытеснены.

## История развития
Маркс утверждал, что капитал веками зарождался в небольших масштабах в форме торговли, аренды и ссудного капитала, а иногда также в виде мелкой промышленности с некоторым количеством наёмного труда. Маркс признавал, что наёмный труд существовал в скромных масштабах и до появления капиталистической промышленности. Простой товарообмен и, следовательно, простое товарное производство, имеют очень долгую историю.
Но это не приводило к капиталистической промышленности, которая требовала целого ряда дополнительных условий, а именно:
- появлению технологий массового производства;
- появлению массового класса работников, вынужденных продавать свою рабочую силу, чтобы зарабатывать на жизнь;
- правовой базы, способствующей коммерции, частным накоплениям.

Во многих странах третьего мира многие из этих условий не существуют даже сегодня. Несмотря на наличие капитала и рабочей силы, препятствием для развития капиталистических отношений являются социальная, культурная и политическая среда.
«Капиталистическая эра», согласно Марксу, начинается 16 веком с купеческого капитала и относительно небольших городских ремесленных мастерских и цехов.

## Структурные критерии
Маркс в своей книге «Капитал» определяет основные черты капиталистического способа производства следующим образом:
- Средства производства и средства потребления (потребительские товары) в основном производятся для продажи. Только после продажи продукции владелец капитала может получить прибыль. Ресурсы для производства поставляются также через рынок. Цены как на ресурсы, так и на продукцию, на практике регулирует рыночный закон спроса и предложения и конкуренция, но в конечном итоге они подчиняются закону стоимости.
- Частная собственность на средства производства юридически закреплена, вследствие чего инвестиционные и управленческие решения принимаются частными владельцами капитала, которые действуют автономно друг от друга.
- Непосредственные производители (рабочие) вынуждены продавать свою рабочую силу (наёмный труд), поскольку у них нет доступа к средствам существования. Эти наёмные работники «свободны». Маркс подчёркивает двойственный смысл такой свободы: они «освобождены» от владения имуществом и свободны в выборе своего работодателя.
- Общей целью капиталистического производства под давлением конкуренции является (а) максимизация прибыли за счёт сокращения издержек производства, увеличения продаж, монополизации; (б) накопление капитала. Большая часть прибавочного продукта обычно реинвестируется, поскольку рост выпуска и накопление капитала взаимно зависят друг от друга.
- Общество становится классовым. В нём выделяются владельцы капитала в промышленности и на земле, класс наёмных работников и небольшие промежуточные классы.
- Развитие в капиталистическом обществе происходит по частной инициативе. Обычно оно имеет несогласованный и быстрый характер, что приводит к периодическим экономическим кризисам, следствием чего является массовая безработица. В истории капиталистического развития, начиная с 1820 года, было более 20 таких кризисов.